# Patrick Sommier
Pour les articles homonymes, voir Sommier.
Patrick Sommier est un homme de théâtre français.

## Biographie
Patrick Sommier est né à Paris. Il a été directeur de la MC93 Bobigny, en région parisienne, de 2000 à 2015

## Metteur en scène
- 1998 : Morphine de Mikhaïl Boulgakov, Théâtre national de Strasbourg
- 1999 : Miroirs noirs d’Arno Schmidt, Théâtre des Treize Vents, MC93 Bobigny en 2001
- 2000 : Dom Knigui, la maison des livres d'après Isaac Babel, Varlam Chalamov, Lydia Guinzburg, Ossip Mandelstam et Michel Ossorguine, Odéon-Théâtre de l'Europe Ateliers Berthier
- 2001 : Pasta et Fagioli de Patrick Sommier, MC93 Bobigny
- 2004 : La Terrasse du sous-sol d’après les textes Curro Romero et Le Rocio de Francis Marmande et Giacomo Leopardi, William Shakespeare, Patrick Sommier, MC93 Bobigny
- 2005 : Une école chinoise avec l'École de l'Opéra de Pékin, MC93 Bobigny
- 2006 : Jésus Camacho 404 284 d’après La Mémoire du chien et des inédits de Francis Marmande, et des textes de Victor Hugo, Victor Segalen, MC93 Bobigny
- 2007: l'école d'opéra de Pékin, MC93 Bobigny, Lyon, Athènes, Madrid, Barcelone , Namur, Bruxelles,
- 2008 : Lorentino d'Arezzo de Pierre Michon, MC93 Bobigny
- 2010 : Au bord de l'eau de Shi Nai'an, traduction Jacques Dars avec l'École de l'Opéra de Pékin, MC93 Bobigny
- 2012 : Au bord de l'eau, de Shi Nai'an, traduction Jacques Dars, nouvelle version, création  au Muziektheater d'Amsterdam
- 2016 : variation sur deux pièces de Wang Renjie, Théâtre Liyuan de Quanzhou (Chine)
- 2017 : трактир вечность (L'Auberge de l'éternité) de Mohamed Kacimi, théâtre Maly de Saint Pétersbourg